# Geschwinde, ihr wirbelnden Winde
Geschwinde, ihr wirbelnden Winde (Vite, vents tournoyants) (BWV 201), est une cantate profane de Jean-Sébastien Bach composée à Leipzig en 1729 comme Drama per musica. Le thème en est la lutte entre Phébus et Pan dans la mythologie grecque. Elle a peut-être été jouée au café de Gottfried Zimmermann. La pièce a été reprise de nouveau en 1735-1740 et en 1749 à Leipzig.
Le texte est de Christian Friedrich Henrici (Picander).

## Structure et instrumentation
La cantate est écrite pour trois trompettes, timbales, deux flûtes traversières, deux hautbois d'amour, deux violons, alto et basse continue. Les solistes sont Momus (soprano), Mercure (alto), Tmolus (Ténor I), Midas (ténor II), Phébus (basse), Pan (basse II), et chœur à 6 voix (SATTBB.)
Il y a quinze mouvements :
1. chœur : Geschwinde, ihr wirbelnden Winde
2. récitatif : Und du bist doch so unverschamt und frei, soprano
3. aria : Patron, das macht der Wind, soprano
4. récitatif : Was braucht ihr euch zu zanken?, alto
5. aria : Mit Verlangen druck' ich deine zarten Wangen, basse
6. récitatif : Pan, ruck deine Kehle nun in wohlgestimme Fallen, soprano et basse
7. aria : Zu Tanze, zu Sprunge, so wackelt das Herz, basse
8. récitatif : Nunmehro Richter her!, alto et ténor
9. aria : Phoebus, deine Melodei hat die Anmut selbst, ténor
10. récitatif : Komm, Mydas, sage du nun an, ténor et basse
11. aria : Pan ist Meister, lasst ihn gehn, ténor
12. récitatif :  Wie, Mydas, bis du toll?, soprano, alto et ténor
13. aria : Aufgeblas'ne Hitze, aber wenig Grutze, alto
14. récitatif : Du guter Mydas, geh' nun hin, soprano
15. chœur : Labt das Herz, ihr holden Saiten